# St. Michaelis (Strehlen)

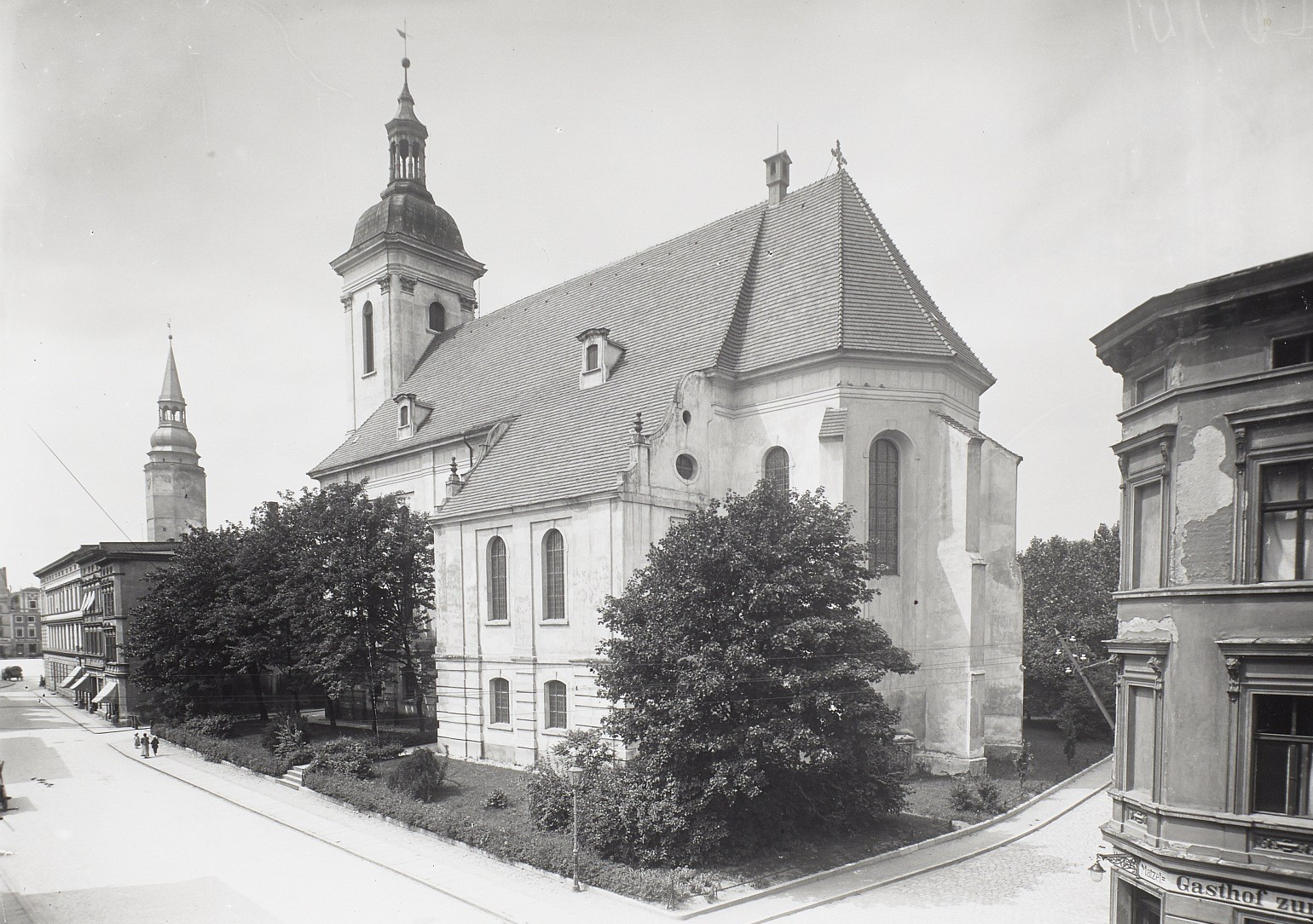
Kirche St. Michael (1917)

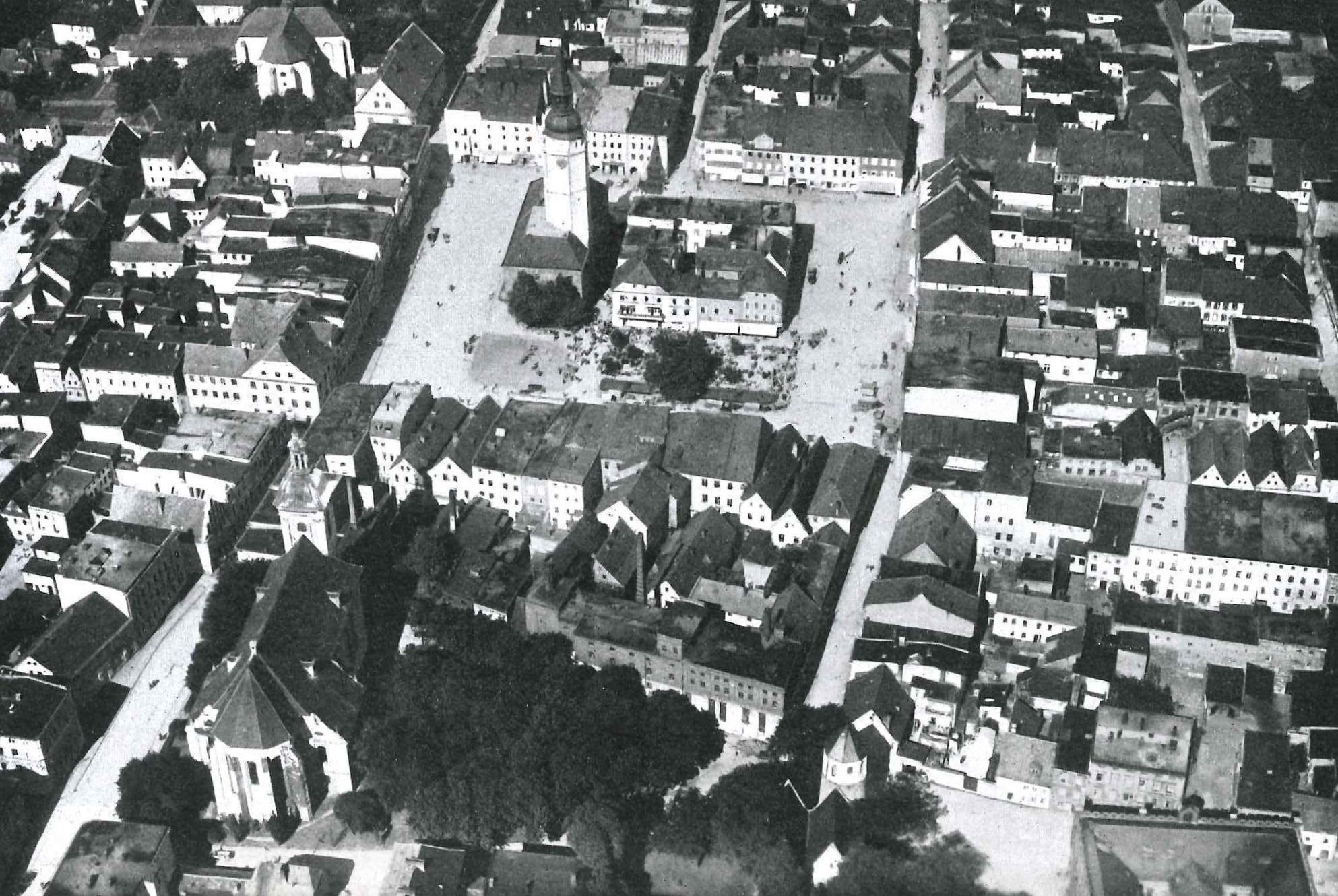
Luftbild von Strehlen, die Kirche befindet sich unten links im Bild

Die Kirche St. Michael (polnisch Kościół św. Michała) war eine evangelische Kirche in der schlesischen Stadt Strzelin (deutsch Strehlen). Das Gotteshaus lag östlich des Rings und war bis 1945 die Stadtkirche von Strehlen. Im Frühjahr 1945 wurde der Kirchenbau zerstört und nicht wieder aufgebaut.

## Geschichte

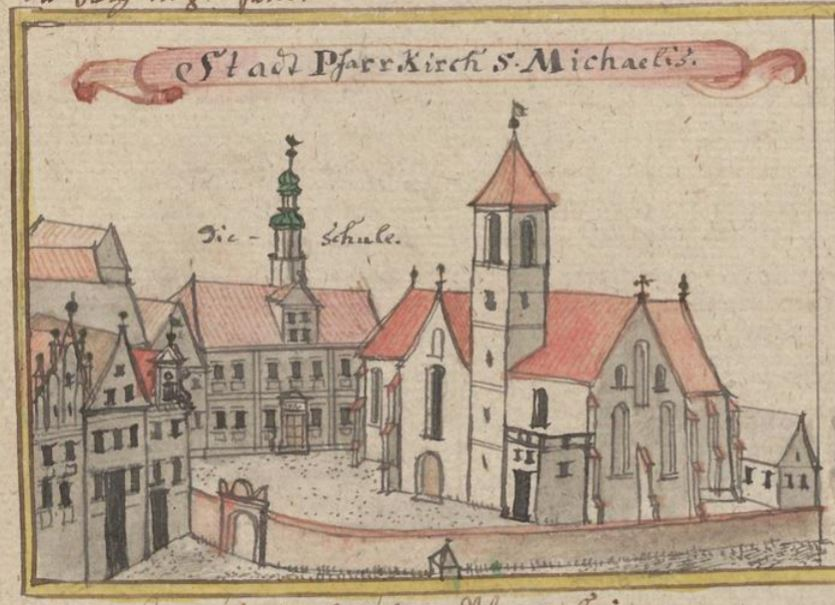
St. Michael Mitte des 18. Jahrhunderts

Die Kirche St. Michael wurde am 14. Juli 1264 erstmals erwähnt. Im 14. Jahrhundert erfolgte der Bau einer steinernen Kirche im gotischen Stil. 1428 plünderten die Hussiten das Gotteshaus. 1454 erfolgte eine Renovierung. 1535 wurde die Kirche der protestantischen Gemeinde übergeben. Die erste protestantische Predigt wurde am Lätaresonntag 1535 durch den Mönch Wenzeslaus Küchler gehalten. 1548 wurde die Kirche beim großen Stadtbrand zerstört und bis 1552 wieder aufgebaut. 
1706 zerstörte erneut ein Feuer das Gotteshaus. Es wurde daraufhin nur notdürftig wiederhergestellt. Durch fehlende Instandsetzungen stürzte im August 1757 der Kirchturm ein und zerstörte das Langhaus der Kirche. Die Reste der Kirche wurden größtenteils abgetragen. An gleicher Stelle entstand ein barocker Kirchenbau. Dieser wurde von Johann Friedrich Böckler am 29. Oktober 1769 eingeweiht. Das Patronat war königlich, allerdings wählte der Magistrat den Kirchenvorsteher und niederen Kirchenbeamten. 
Zwischen 1910 und 1911 wurde der Kirchenbau saniert. Im März 1945 wurde der Kirchturm vor Einzug sowjetischer Truppen durch die deutsche Wehrmacht gesprengt. Durch weitere Bombardierungen wurde der restliche Baukörper zerstört, lediglich die Außenmauern des Langhauses blieben bestehen. Diese wurden in den 1950er Jahren gesprengt und beseitigt. An der Stelle befinden sich heute zwei mehrgeschossige Wohnhäuser.

## Parochie
Filial- und Nebenkirchen waren die Kirche St. Gotthard, in dem an Sonn- und Festtagen abwechselnd von den Diakonen eine Messe abgehalten wurde; die Begräbniskirche St. Barbara vor dem Breslauer Tor; die neue Begräbniskirche, in der 1757 nach Einsturz der Pfarrkirche für ein Teil der Gemeinde die Predigt stattfand; die Hospitalkirche St. Georg, in der die Diakone jeden Monat eine Messe lasen; sowie die Kirche St. Marien zu Hussinetz in der Vorstadt von Strehlen. Der Kirchhof wurde 1819 vor die Stadt zu St. Barbara und St. Marien verlegt. Nur ein Teil von Pentsch war zur Pfarrkirche in Strehlen gepfarrt, die böhmischen Einwohner hielten sich zur (Filial-)Kirche St. Marien. Zur Evangelischen Parochie Strehlen waren Mitte des 19. Jahrhunderts gepfarrt:
| Name       | Polnischer Name | Name       | Polnischer Name |
| ---------- | --------------- | ---------- | --------------- |
| Bärzdorf   | Bierzyn         | Plohemühl  | Plo             |
| Gurtsch    | Górzec          | Podiebrad  | Gościęcice      |
| Kuschlau   | Chociwel        | Saegen     | Szczawin        |
| Mehlteuer  | Gościęcice      | Strehlen   | Strzelin        |
| Niklasdorf | Mikoszów        | Töppendorf | Kuropatnik      |
| Pentsch    | Pęcz            | Warkotsch  | Warkocz         |
| Peterwitz  | Piotrowice      | Woiselwitz | Wojsławice      |